# Stömnessjön
Stömnessjön är en sjö i Hudiksvalls kommun i Hälsingland och ingår i Delångersåns huvudavrinningsområde. Sjön är 31 meter djup, har en yta på 2,44 kvadratkilometer och befinner sig 58 meter över havet. Sjön avvattnas av vattendraget Lumpån.

## Delavrinningsområde
Stömnessjön ingår i det delavrinningsområde (685481-153663) som SMHI kallar för Utloppet av Stömnesjön. Medelhöjden är 83 meter över havet och ytan är 14,39 kvadratkilometer. Räknas de 37 avrinningsområdena uppströms in blir den ackumulerade arean 194,44 kvadratkilometer. Lumpån som avvattnar avrinningsområdet har biflödesordning 2, vilket innebär att vattnet flödar genom totalt 2 vattendrag innan det når havet efter 51 kilometer. Avrinningsområdet består mestadels av skog (43 procent) och jordbruk (23 procent). Avrinningsområdet har 2,4 kvadratkilometer vattenytor vilket ger det en sjöprocent på 16,7 procent. Bebyggelsen i området täcker en yta av 0,81 kvadratkilometer eller 6 procent av avrinningsområdet.